# ロンドン地下鉄S7・S8形電車
ロンドン地下鉄S7・S8形電車は2010年から営業運転に投入されているロンドン地下鉄半地表各線用の電車である。ロンドン地下鉄の2種類ある車両サイズのうち、大きいほうのサイズの車両群に属する。S7形とS8形では編成両数、座席レイアウトに差があるが、両者を総称してS形電車と呼ぶこともある。ロンドン地下鉄で初めて車両間が貫通幌でつながれるとともに、冷房装置を装備したことが特筆され、総数1,395両の発注は単一契約としては英国の鉄道史上最大のものである。

## 概要
S形電車はボンバルディア・トランスポーテーションのモヴィアと呼ばれる地下鉄用車両シリーズに属し、全車が同社で製造される。ボンバルディアは信号システムの更新、就役後の車両保守を一括して受注し、メトロポリタン線用A60・A62形電車（A形電車）、サークル、ハマースミス&シティー、ディストリクトの各線で運用されているC69・C77形電車（C形電車）、ディストリクト線用D78形電車（D形電車）全177編成を、S7形電車7両133編成、S8形電車8両58編成、合計191編成1395両で2015年までに置き換える計画となっている。ロンドン交通局はS形電車投入の費用を15億ポンドと発表している。半地表各線で運用されている電車は編成両数、車両全長、扉配置、座席レイアウトなどがばらばらで、車両の融通ができないなどの問題があり、これを共通設計の電車で置き換えることで運用の自由度を高め、保守の効率化を図ることも投入の目的とされている。S8形電車はメトロポリタン線用で、最長一時間を超える乗車時間に配慮して8両編成の一部にボックスシートを備える一方、都心部の路線を中心に運用されるS7形電車はプラットホーム有効長の制約から7両編成となり、短時間の乗車が多いと想定されることから全席ロングシートとなった。
ロンドン地下鉄の半地表線用電車の形式名がその電車が運用される路線にちなんだものとされる伝統に従い、形式名のSはsub-surface（半地表）の頭文字で、半地表各線で運用される車両であることを示している。1930年代にもS形電車と呼ばれていた車両が存在し、2010年投入開始のS形電車は2代目となる。
半地表路線ではトンネル内でも車両とトンネル内壁の隙間が狭いシールドトンネル各線と異なって冷房使用時の排熱が拡散できること、半地表各線の地下区間は全体の1/3程度であることから同時期に製造されたヴィクトリア線用2009形電車が非冷房とされた一方、S形電車には冷房装置が装備された。回生ブレーキの使用により使用電力が20 ％削減できることに加え、加速性能も従来車に対して向上しているが、最高速度はA形電車より12 km/h低い100 km/hに抑えられている。従来車と平行して運用される間は信号の制約と、新型車の列車が旧型車の列車に追いついてしまうことを防ぐため、性能は旧型車並みに抑えられている。半地表各線の電源電圧は空調や全軸駆動による消費電力の増加に対応し、630Vから750Vに昇圧される予定である。昇圧により、車両性能がさらに向上するとともに、回生ブレーキの効率が向上すると想定されている。
本文中の車両形式略号などはロンドン地下鉄の車両形式および車両番号の付与方法を参照のこと。

## 外観

S形電車の外観
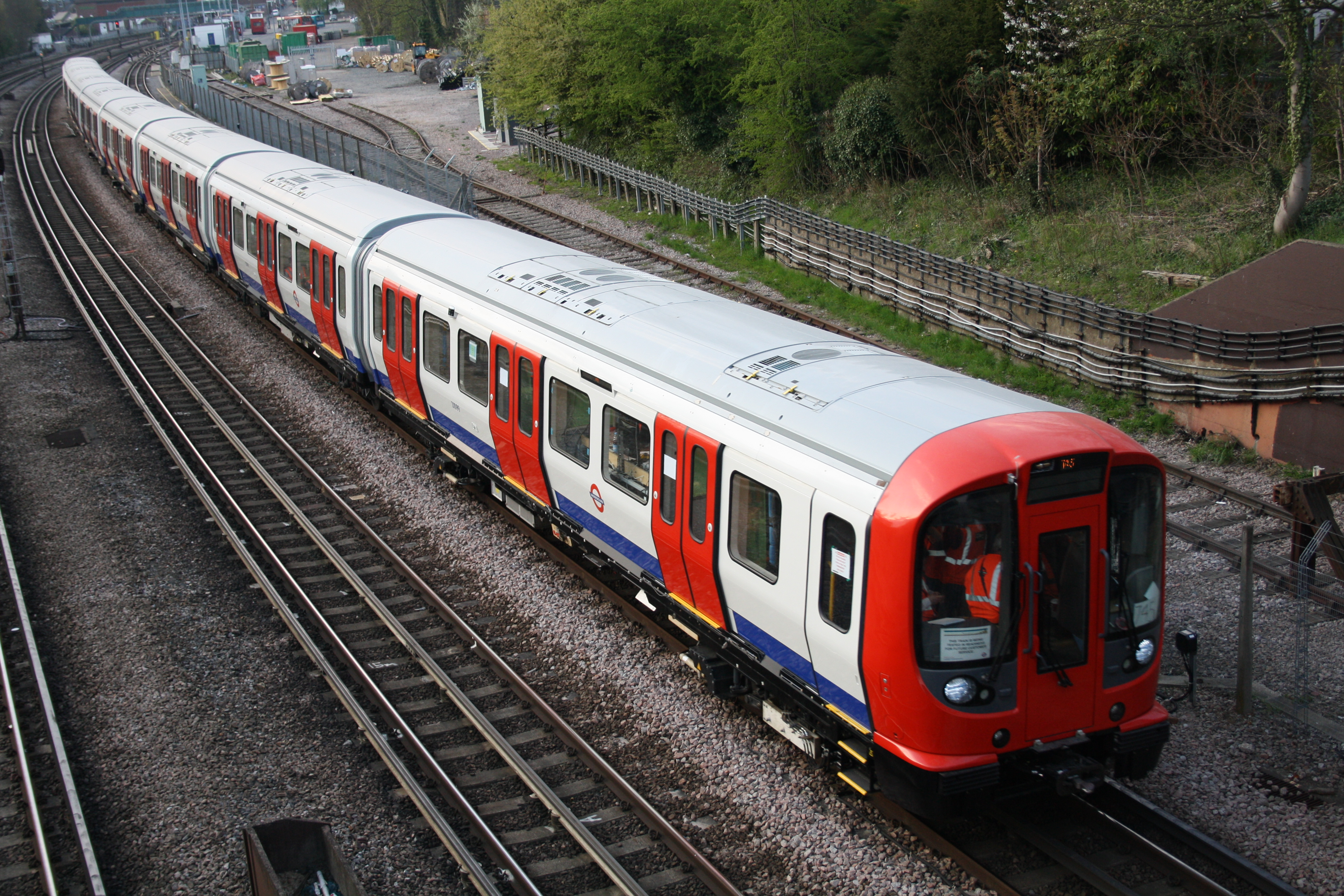
ノースウッド近くで試運転中のS8形電車
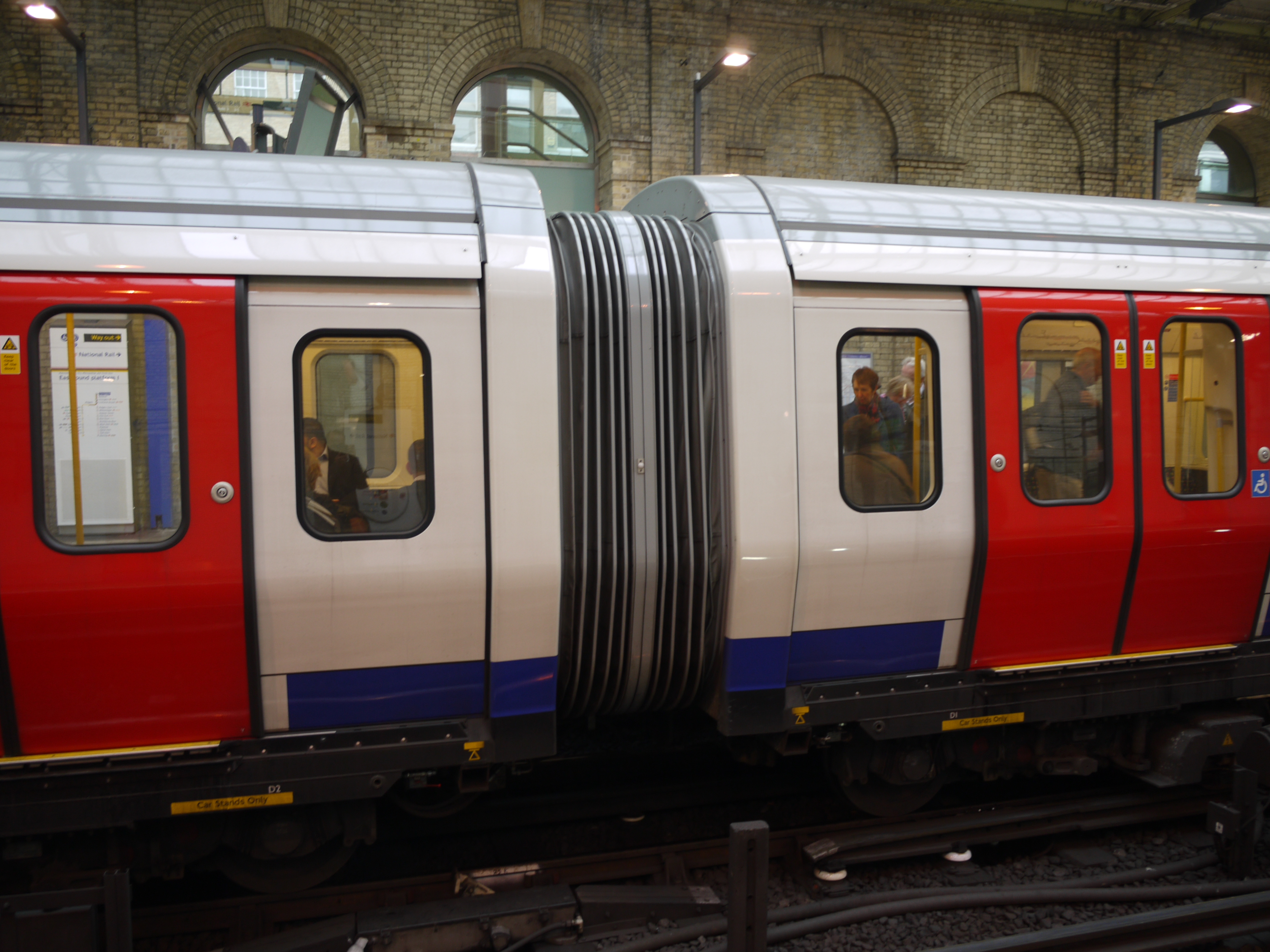
車両間の貫通幌
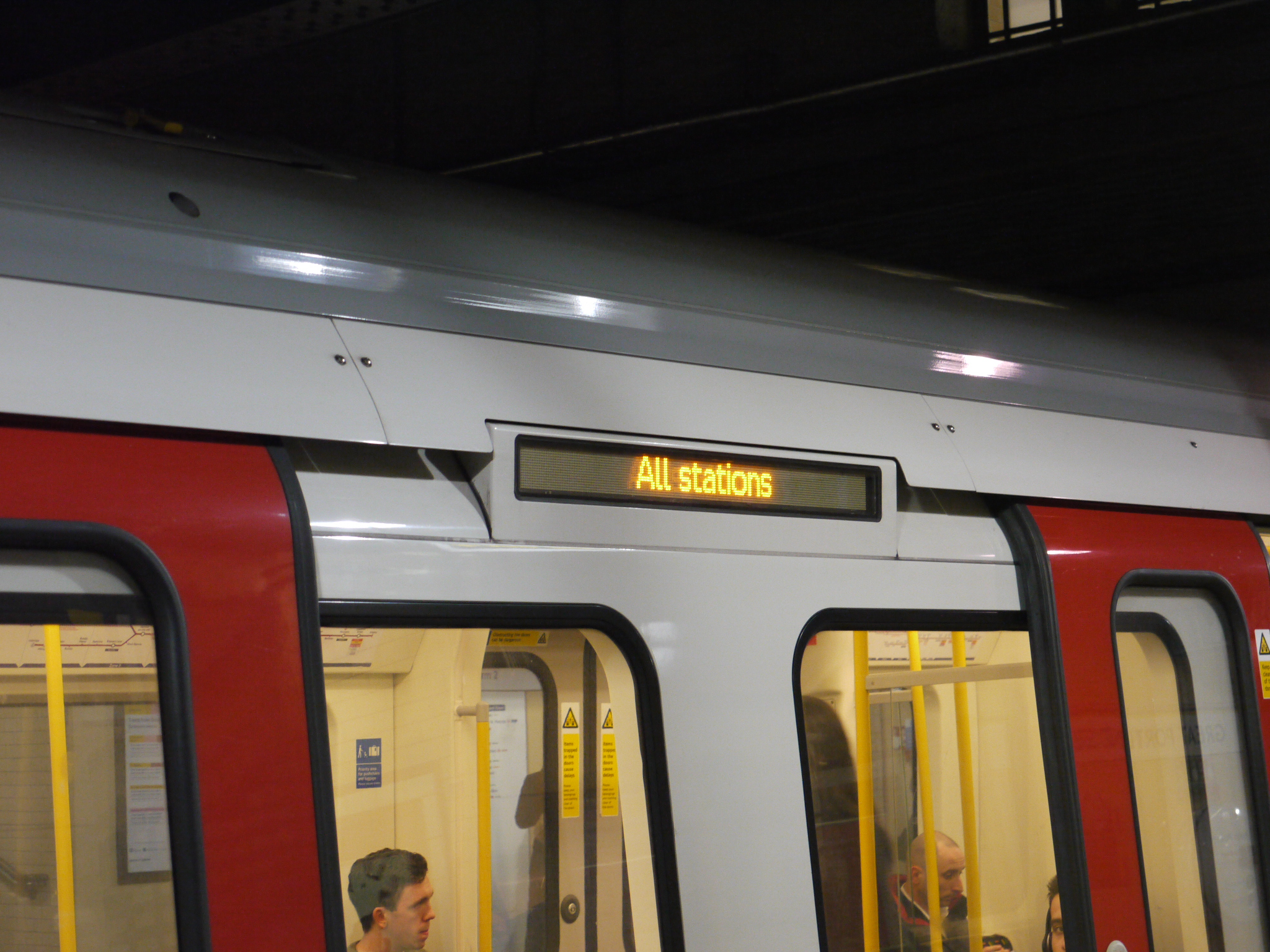
車側の行先・種別表示装置

ボンバルディアのモヴィアと呼ばれる地下鉄車両シリーズに属する。全車両外吊り式の両開き3扉で、先頭車は運転室の分だけ車体が長い。車体はアルミ合金製で、全体が白、先頭車前面とドアが赤、側面腰部が青のロンドン地下鉄標準色となっているが、前面窓周りは濃いグレーとされた。先頭車前頭部貫通扉上には2行が表示できるLED式表示装置が設けられ、上段には行先、下段には路線名が表示される。側面はドア間に幅広の固定窓が2枚、車端部と運転台後部に狭幅の固定窓が配置された。側面にもLED式表示装置が窓上車体中央部に1箇所設けられ、行先、列車種別（メトロポリタン線運用時のみ）、線名が 「Watford」、「All stations」 、「Metropolitan line」の様に表示される。また、ロンドン地下鉄で初めて車両間をつなぐ貫通幌が設けられている。

## 内装
S8形電車は扉間の半分の座席がボックスシートで、1両2か所ボックスシートが設けられているが、車椅子スペースのある車両ではボックスシートは1か所となる。S7形電車は全座席ロングシートである。S形電車全編成に各4か所車椅子スペースが設けられ、その部分には折りたたみ式の椅子が設置されている。立ち席スペースが増加するとともに、車いす用のスペースが設けられたため、座席定員は従来車より減少している。すべての座席が清掃の容易化と乗客の荷物置場として使用できるよう片持ち式となっており、A形電車にあった荷物棚はS形電車には設けられなかった。従来車の手すり類はラインカラーに塗装されていたが、S形電車の手すりは全車黄色に塗装されており、A形電車に比べてつかみ棒の高さが高すぎるとの苦情があることから、S形電車にはつり革が設けられる予定となっている。広幅の貫通路により車両間の通り抜けが可能となるとともに、他の床とほぼ同一面に仕上げてあることで立ち席スペースの拡大にも寄与している。車内にはLED式旅客案内装置が枕木方向に各車4台設置され、行先と路線名、運行情報などが表示されるほか、自動放送装置も設けられた。客室内に設けられた監視カメラにより運転士が全車両を確認することができるとともに、駅出発時には車両外側の映像が運転席から見られるようになっている。運転席には緊急脱出用の折りたたみ梯子が設けられた。

S形電車の車内
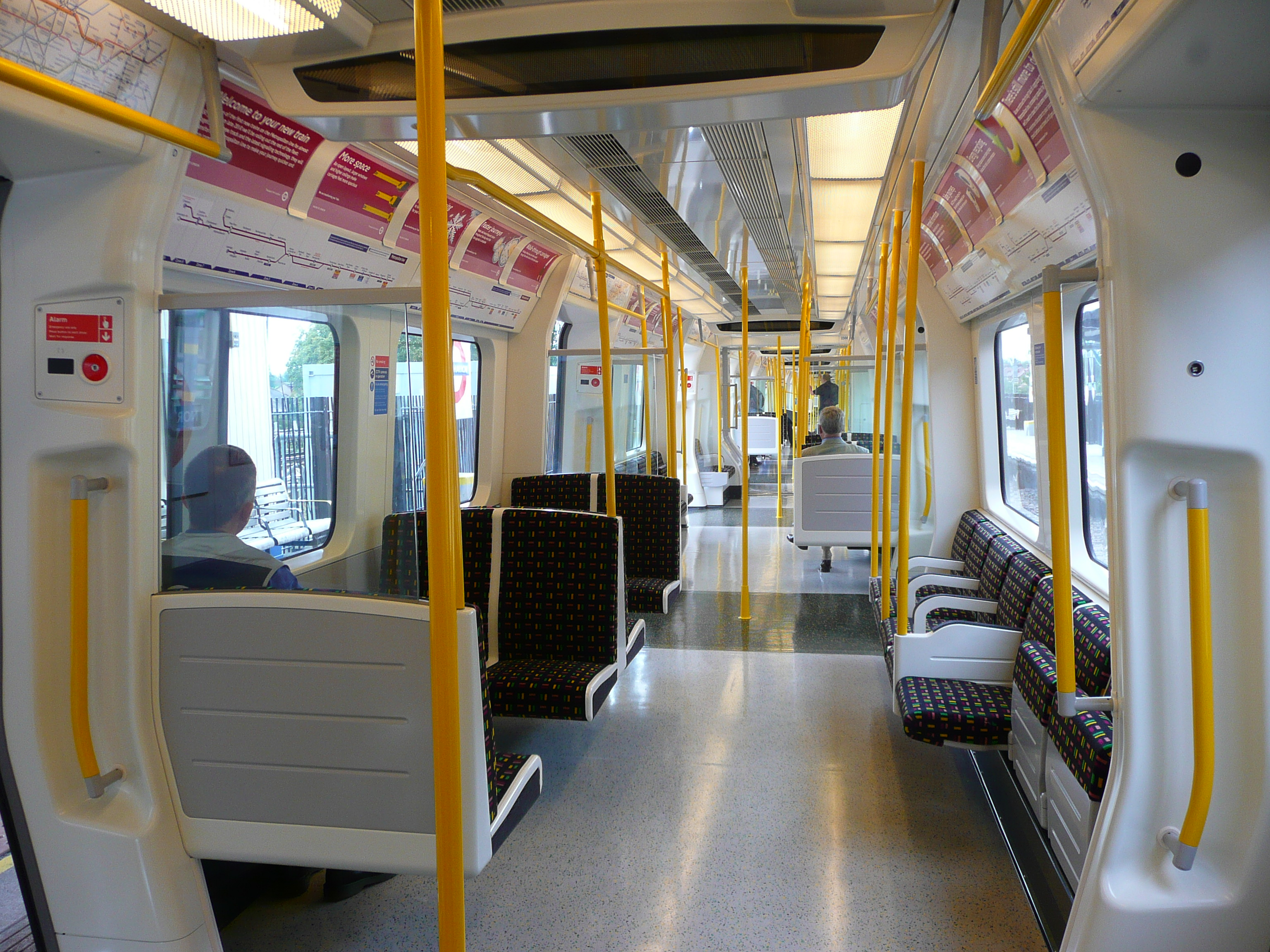
S8形電車の車内。一部ボックスシート
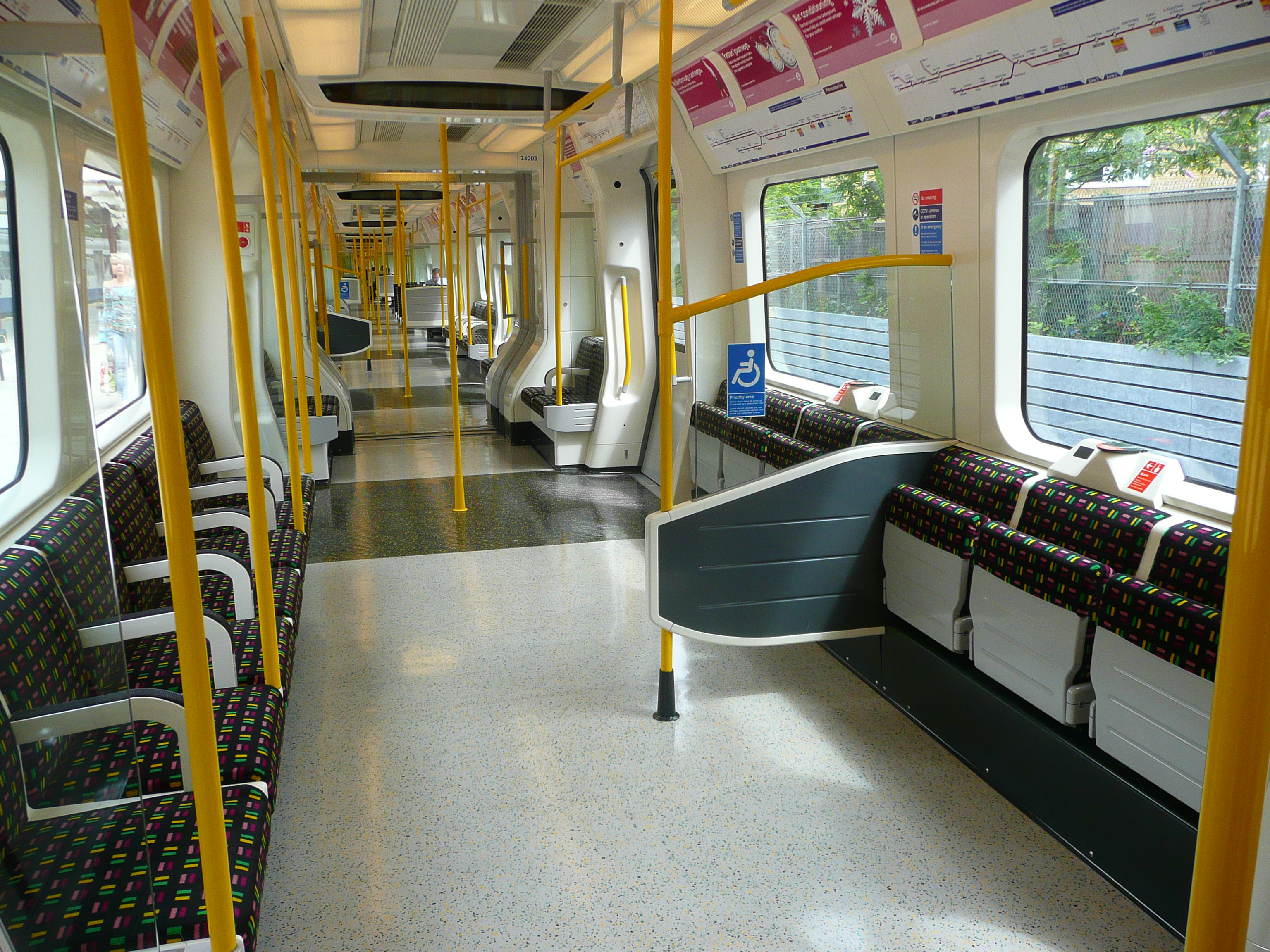
車椅子やベビーカーのスペースとして使用できるよう折りたたみ椅子を備えた車両の車内
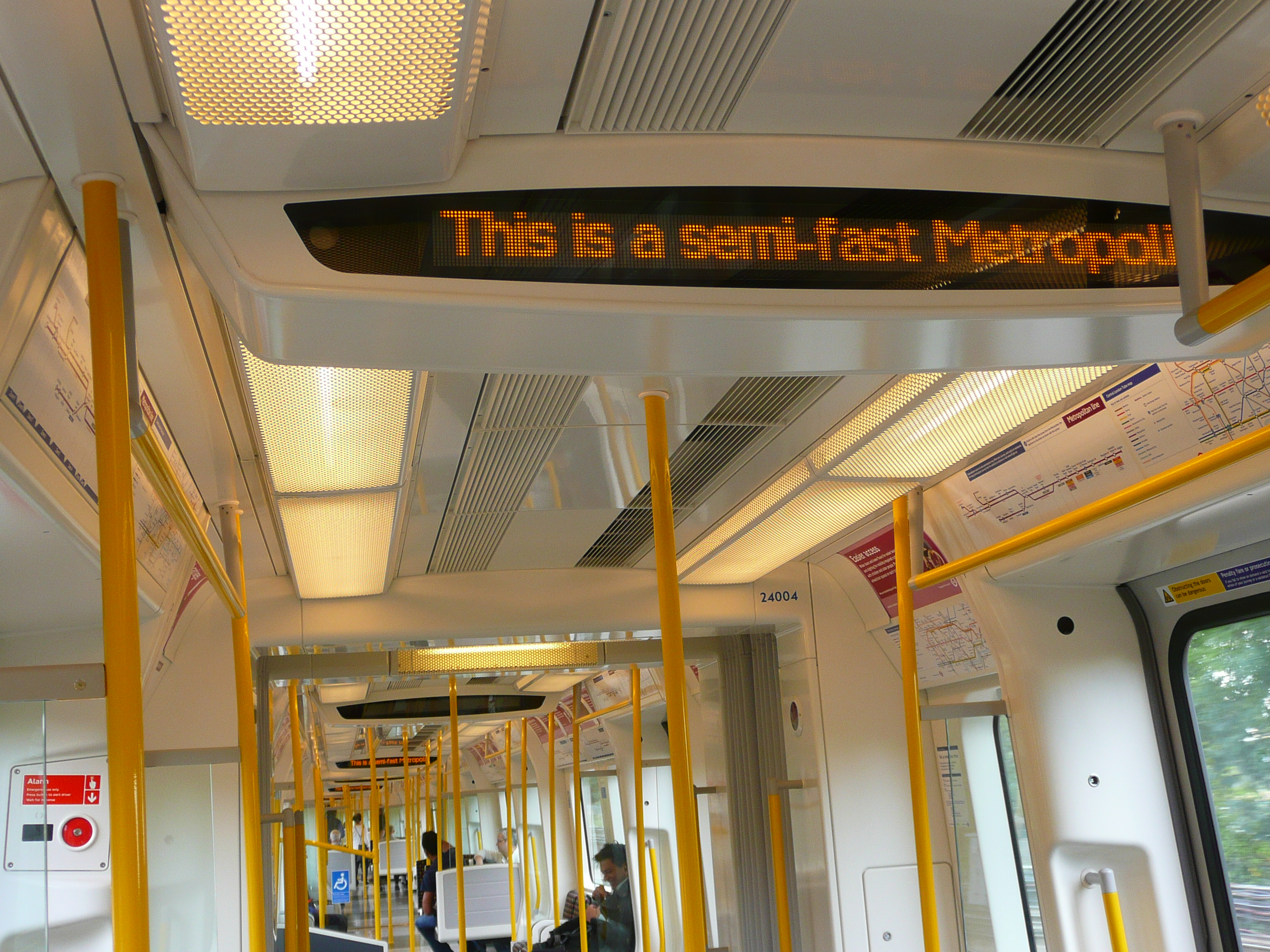
天井に備えられたLED式旅客案内装置
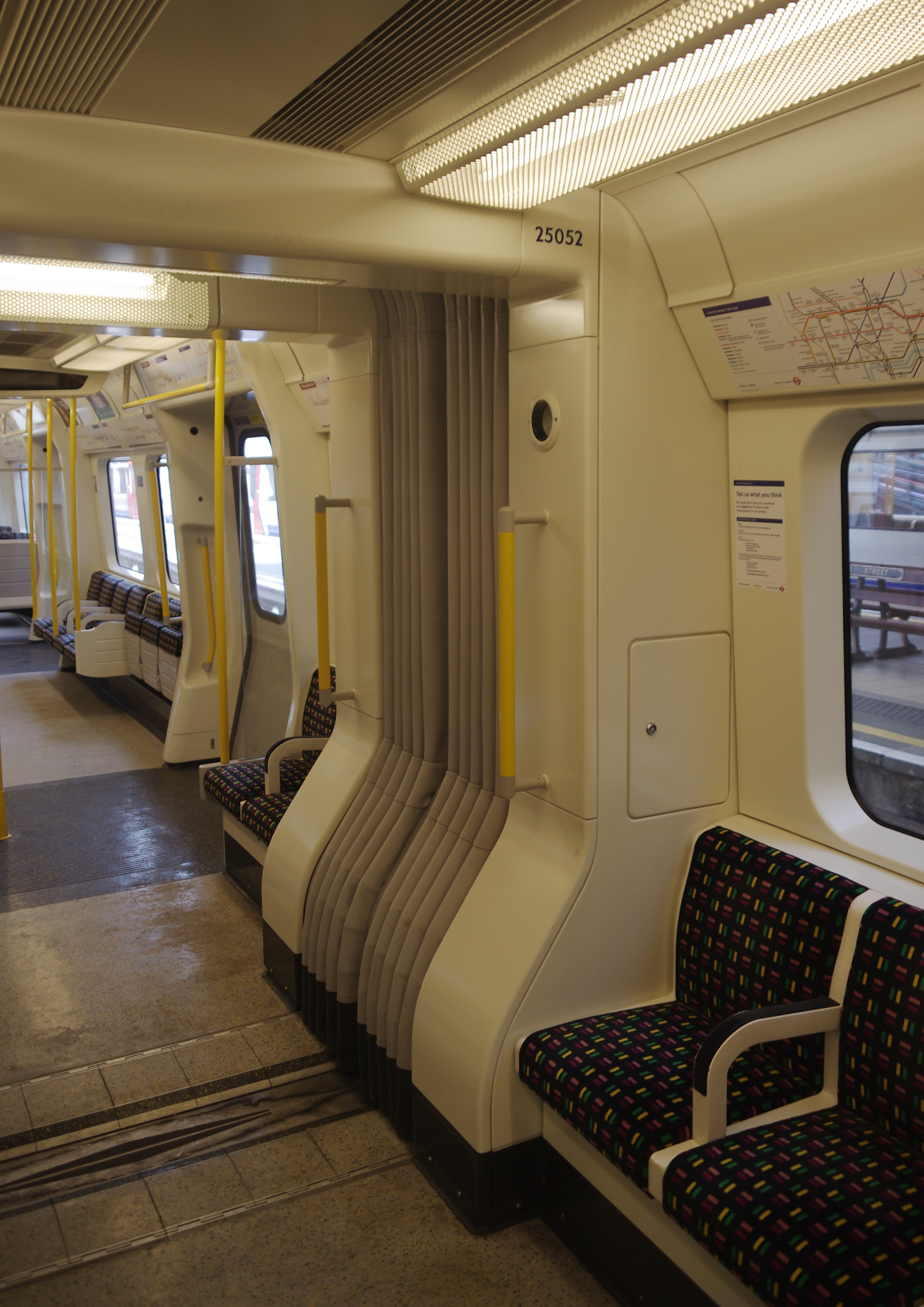
車両間貫通部
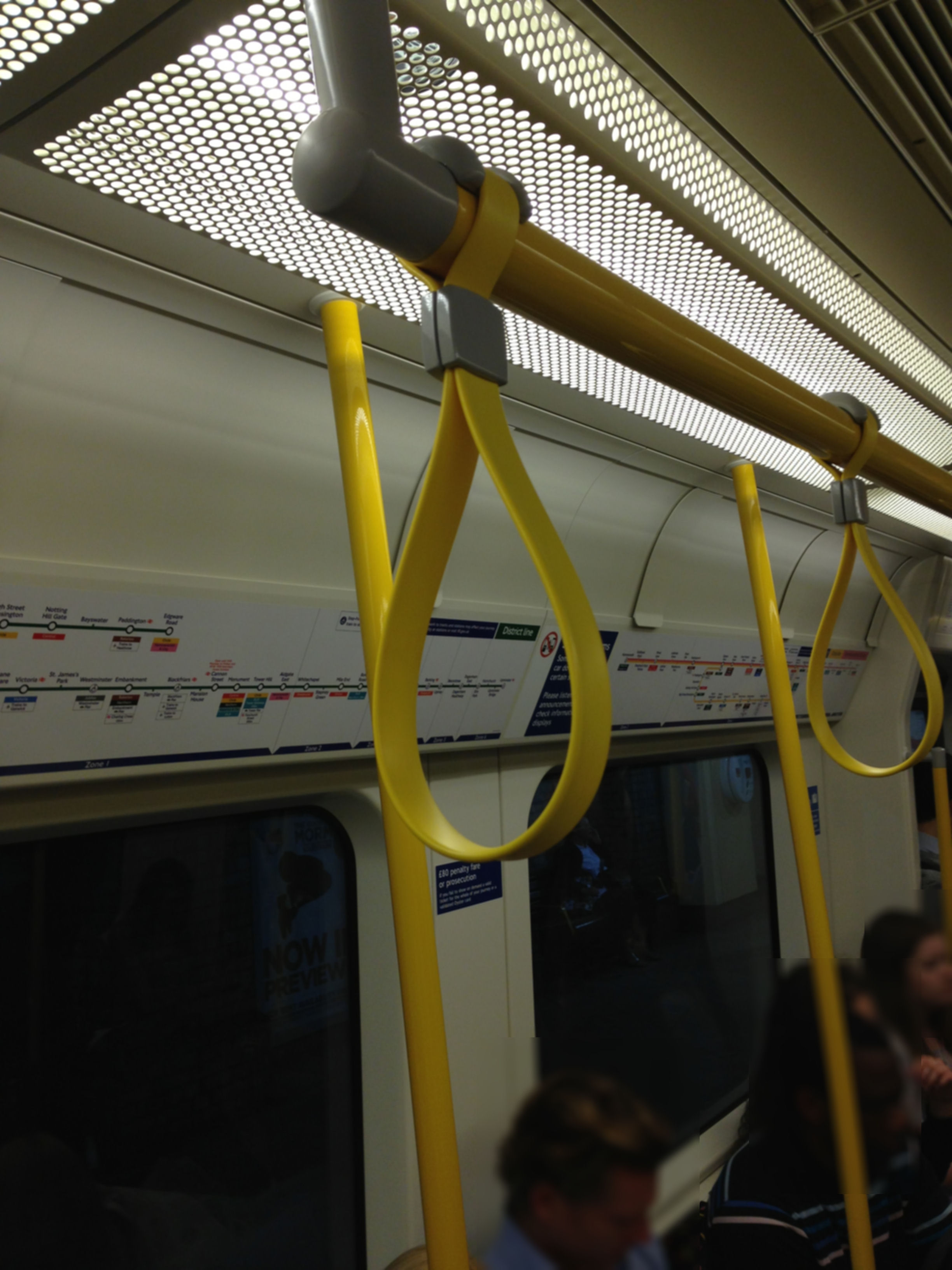
つり革

## 主要機器
主制御装置はIGBT素子のVVVFインバータ制御で、1992形電車以来の全車電動車となった。ブレーキ制御システムは各種条件を加味して最適な制動力が得られるとされるクノールブレムゼ製EP2002が採用された。2009形電車に続いてドアの開閉が電気式とされたが、2009形のリンク式に対して、S形ではスクリュー式が採用された。
冷房装置は三菱電機製出力31kWのものが各車に1台搭載された。回路が二重化されており、片方が故障した場合でも50％の出力で運転することができる。

## 営業運転への投入
各線で順次営業に投入されている。

### メトロポリタン線

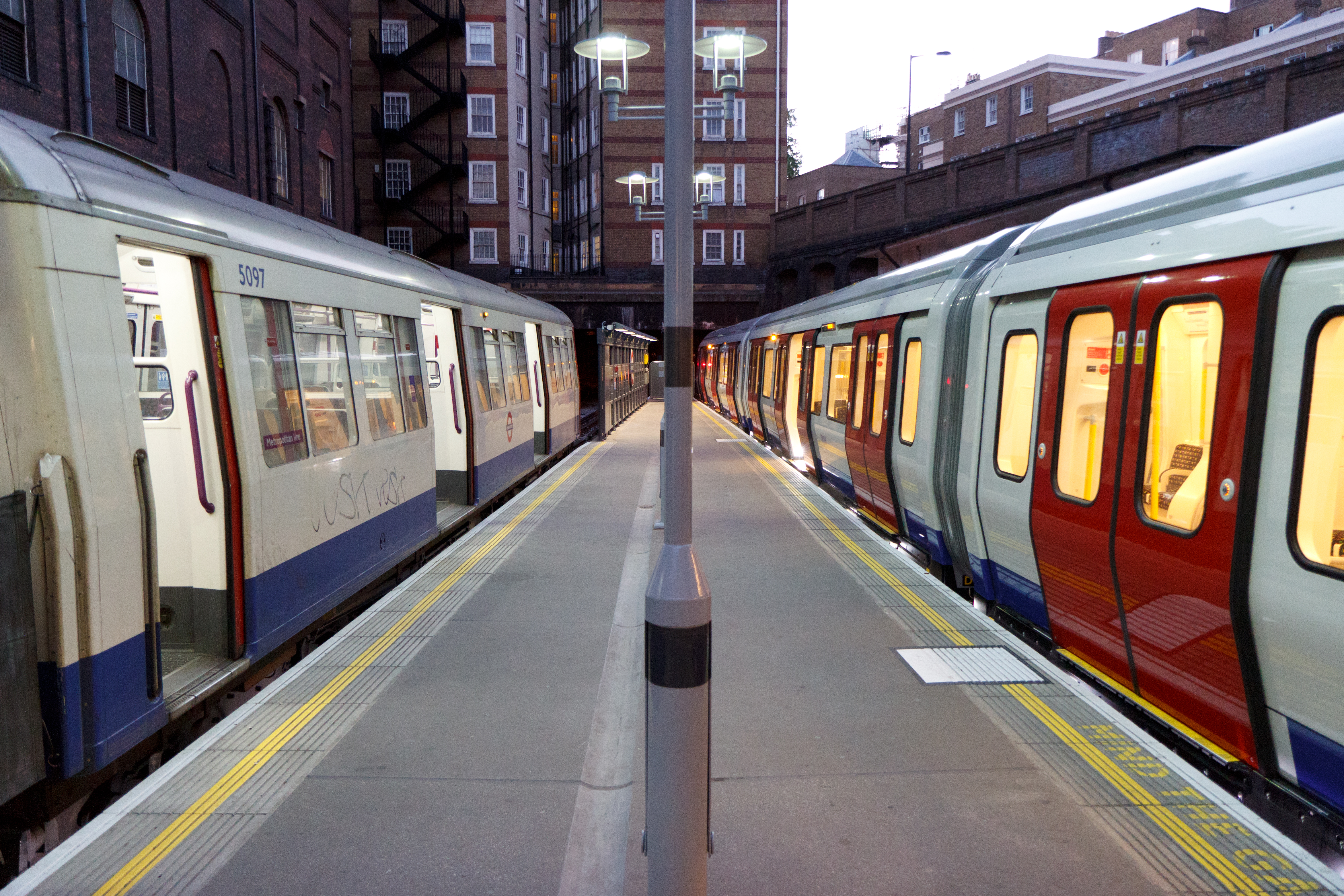
ベーカー・ストリート駅で並ぶA形電車とS形電車

S8形電車の夜間試運転は2009年11月9日からアマシャム駅 – ワットフォード駅間を、ワットフォード分岐点北側の短絡線を経由するルートで開始された。2010年1月初頭から乗務員訓練が行われ、2010年7月31日からワトフォード駅 – ウェンブリー・パーク駅間の営業運転に投入された。
2011年6月27日までにS8形電車はメトロポリタン線全線で運用されるようになったが、信頼性の問題からロンドン交通局が2011年11月に新造車の搬入をいったん停止、搬入済で営業運転未投入の車両の営業運転開始が延期された。2011年12月中旬に搬入、営業運転への投入が再開され、2012年9月15日までに全58編成がニーズデン車両基地に搬入された。
2012年11月に、58編成中37編成が新信号システムへの対応と、運転席の居住性改善のため、ボンバルディアに返送されて改修されることが報道されている。

### ハマースミス&シティー線

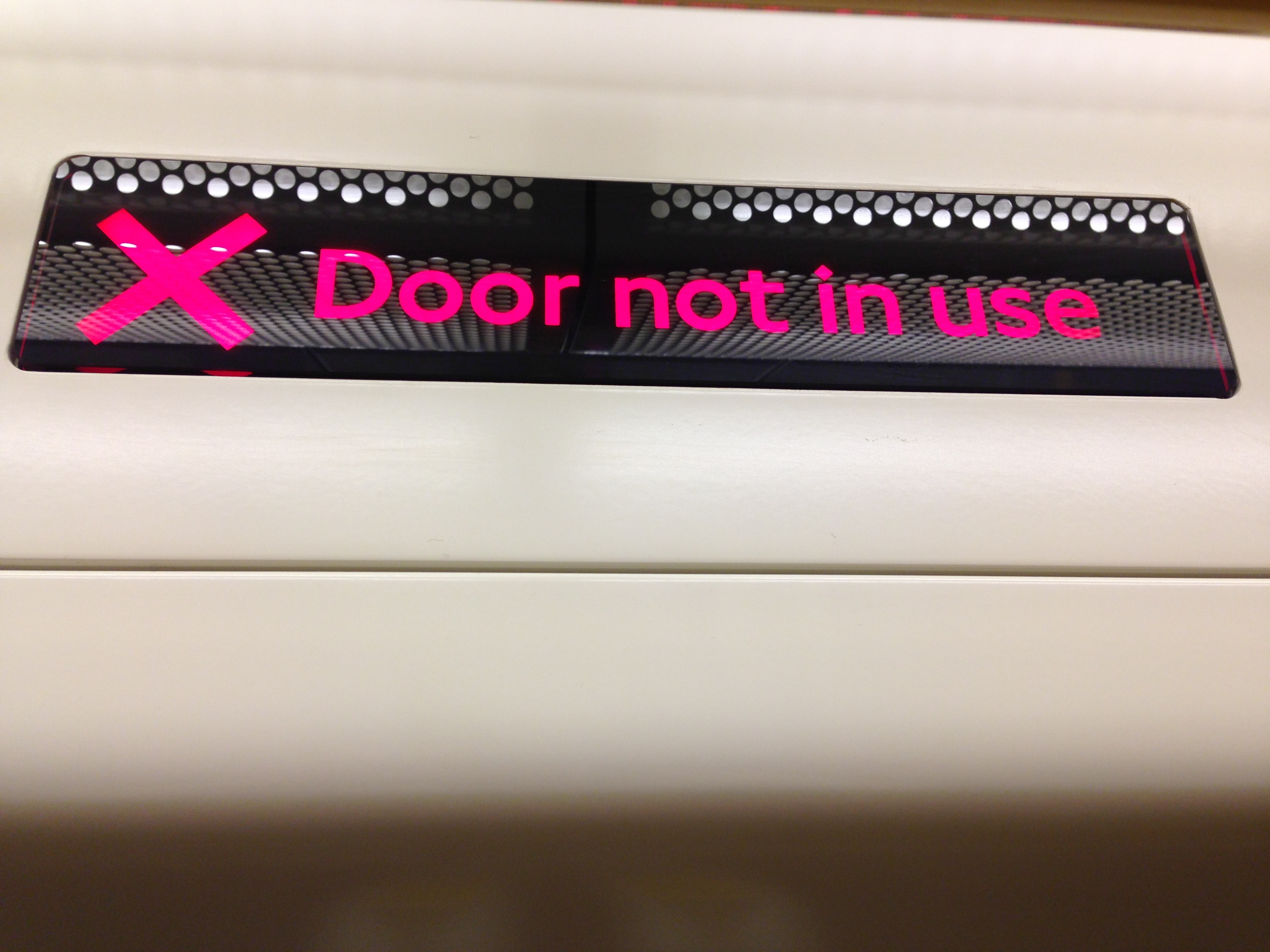
ドアが開かないこと表示する装置。ドアが開かない駅に停車中のみ点灯する

2012年7月6日からハマースミス&シティー線ハマースミス駅 – ムーアゲート駅間で営業運転を開始した。S7形電車はC形電車6両編成よりも編成長が24m長いため、ホーム有効長が足りない駅のホーム延伸が行われた。ベーカー・ストリート駅などホーム延伸が難しい駅に対応するため、編成後方のドアを開けないドアカット装置が設置された。バーキングまでの営業運転は2012年12月9日に開始され、2014年までにハマースミス&シティー線のすべての電車がS7形電車に置き換えられる予定である。

### サークル線
S7形電車は2012年からサークル線にも投入され、2014年までにC形電車全車を置き換える予定とされているが、2013年5月1日現在、営業運転には投入されていない。

### ディストリクト線
ディストリクト線には2013年から2016年にかけてS7形電車が投入される予定である。ディストリクト線用D形電車は半地表路線用では最も新しく、更新完了から10年弱しか経過していないため、他路線より遅れての導入となる。

## 運用

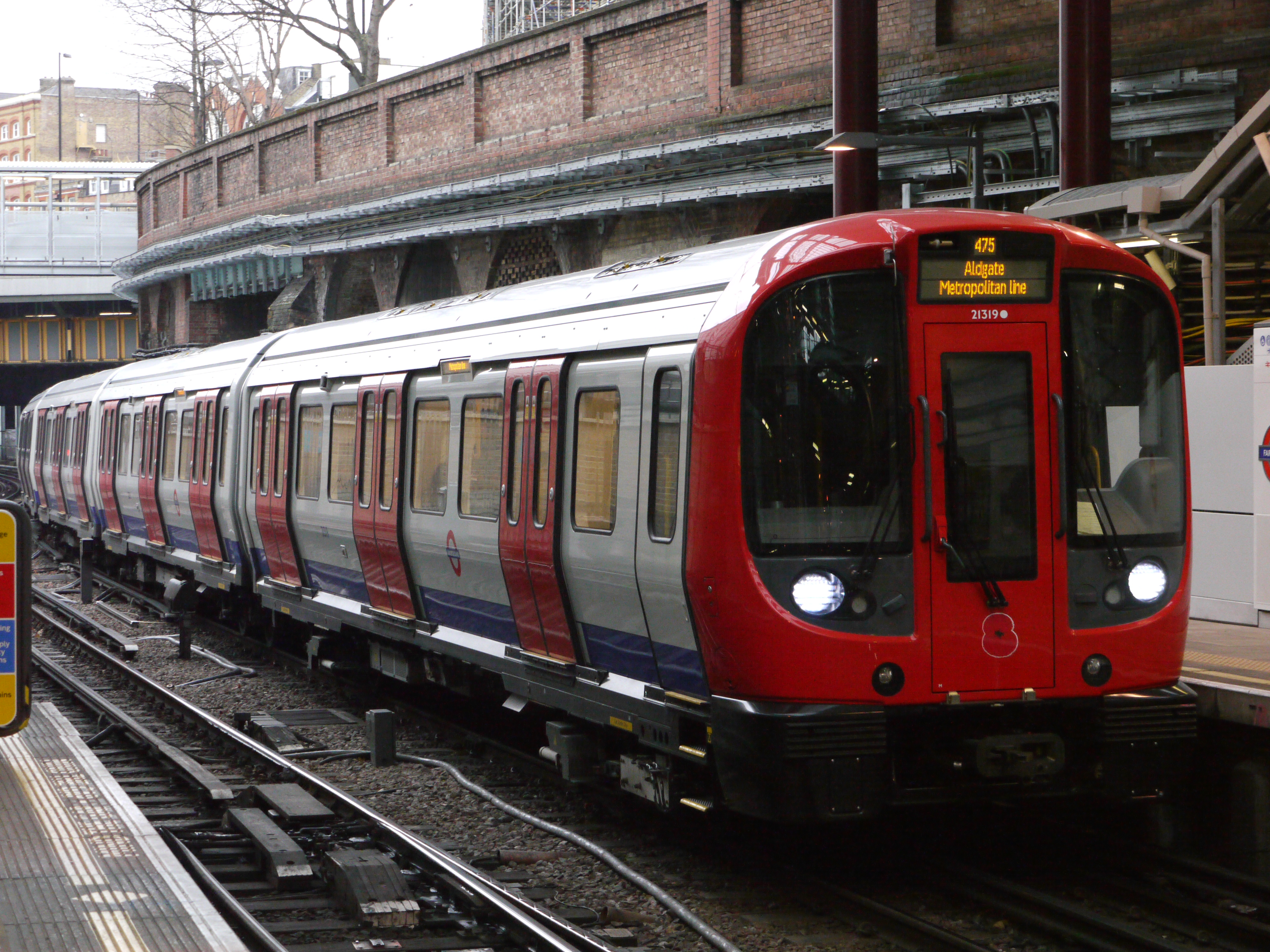
メトロポリタン線を走るS7(+1) 形電車
この車両、21319はS7形電車に属するが、このときはS8形電車改修による不足を補うため8両編成でメトロポリタン線で運用されている

S7形電車はディストリクト、サークル、ハマースミス&シティーの各線用、S8形電車はメトロポリタン線用だが、全車とも半地表各線で運用可能である。
試運転や車両の不足などに対応するため、S8形電車は1両減車の7両で、S7形電車は1両増結の8両で運転されることがある。

## 番号体系
各車両には5桁の車両番号が付与されている。万の位は全車2、千の位は編成中の車両位置、機能を表し、残りの3桁は通し番号である。S8形電車は4両ユニットを背中合わせに2組連結した形、S7形電車は4両ユニットを背中あわせに組み合わせた形から23xxxの偶数番号車を抜いた形である。各ユニットの内の下3桁は同番号となっている。
S8形電車
| 'A' DM        | NDM           | NDM           | MS            |
| ------------- | ------------- | ------------- | ------------- |
| 21001 ∥ 21115 | 22001 ∥ 22115 | 23001 ∥ 23115 | 24001 ∥ 24115 |

| MS            | NDM           | NDM           | 'D' DM        |
| ------------- | ------------- | ------------- | ------------- |
| 24002 ∥ 24116 | 23002 ∥ 23116 | 22002 ∥ 22116 | 21002 ∥ 21116 |

S7 形電車
| 'A' DM        | NDM           | NDM           | MS            |
| ------------- | ------------- | ------------- | ------------- |
| 21301 ∥ 21565 | 22301 ∥ 22565 | 23301 ∥ 23565 | 24301 ∥ 24565 |

| MS            | NDM           | 'D' DM        |
| ------------- | ------------- | ------------- |
| 24302 ∥ 24566 | 22302 ∥ 22566 | 21302 ∥ 21566 |

- 偶数番号の23xxxは防霜装置付きの25xxxと入れ替わる場合がある。
- Aエンドは奇数番号、Dエンドは偶数番号。

## 将来
現在S形電車は手動で運転されているが、2018年に予定されている信号装置の更新以降、自動運転が行われる予定となっている。